# Аматус (місто-держава)

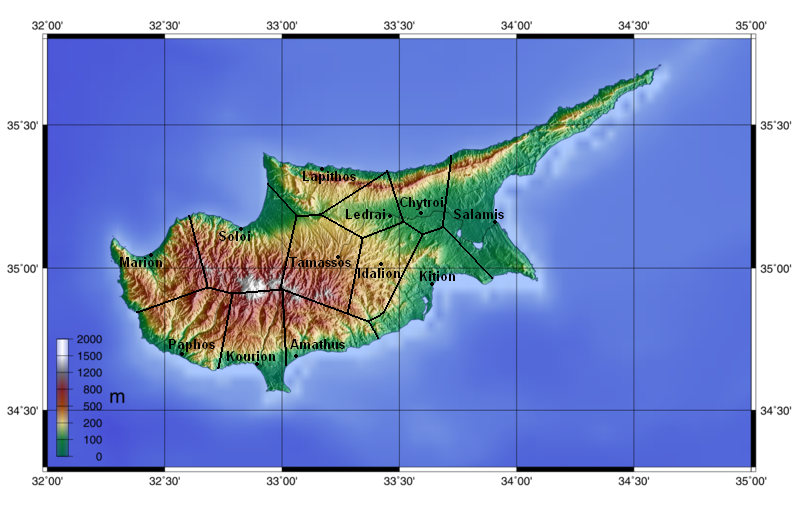
Мапа міст-держав стародавнього Кіпру

35°08′25″ пн. ш. 32°48′45″ сх. д. / 35.14028° пн. ш. 32.81250° сх. д.
Аматус (дав.-гр. Αμαθούς) — стародавнє місто давньогрецьке портове місто, яке знаходиться на західній частині південного берега острова Кіпр. Місто згадується в записах на табличках царя Ассирії Асархаддона в 673/2 році до нашої ери, як одно з десяти міст-держав античного Кіпру.